# Pierre Gandet
Pierre Gandet, né le 19 février 1922 à Culan (Cher) et mort le 22 décembre 2008 à Tours (Indre-et-Loire), est un médecin et résistant français.
Participant à la Résistance au sein d'un maquis dans le sud de l'Indre-et-Loire en 1944, il s'installe comme médecin en Indre-et-Loire après la Seconde Guerre mondiale et fonde à Tours, après sa retraite en 1988, un centre de soins gratuits pour les démunis.

## Biographie

### La Résistance

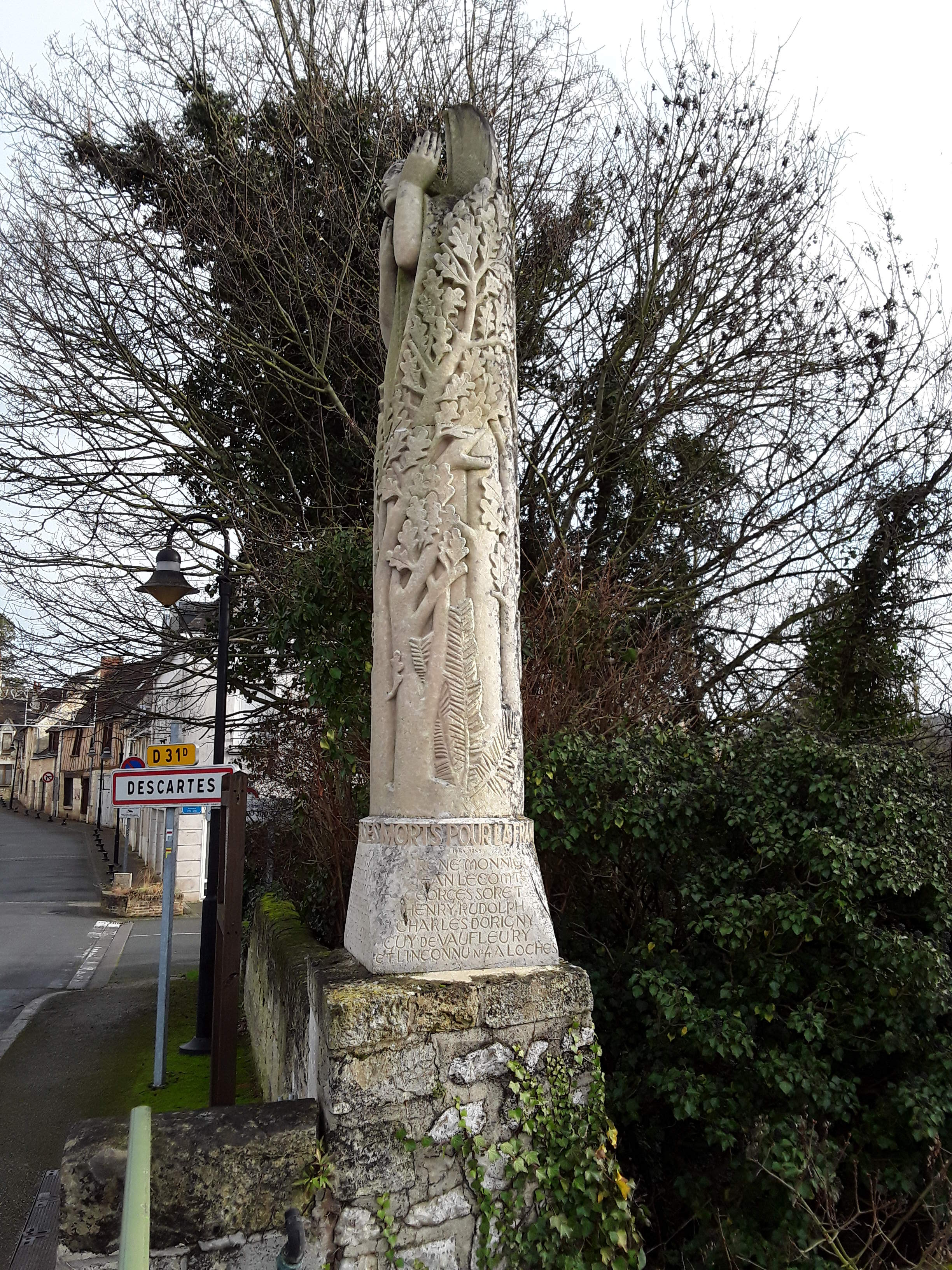
Stèle au maquis Conty-Freslon

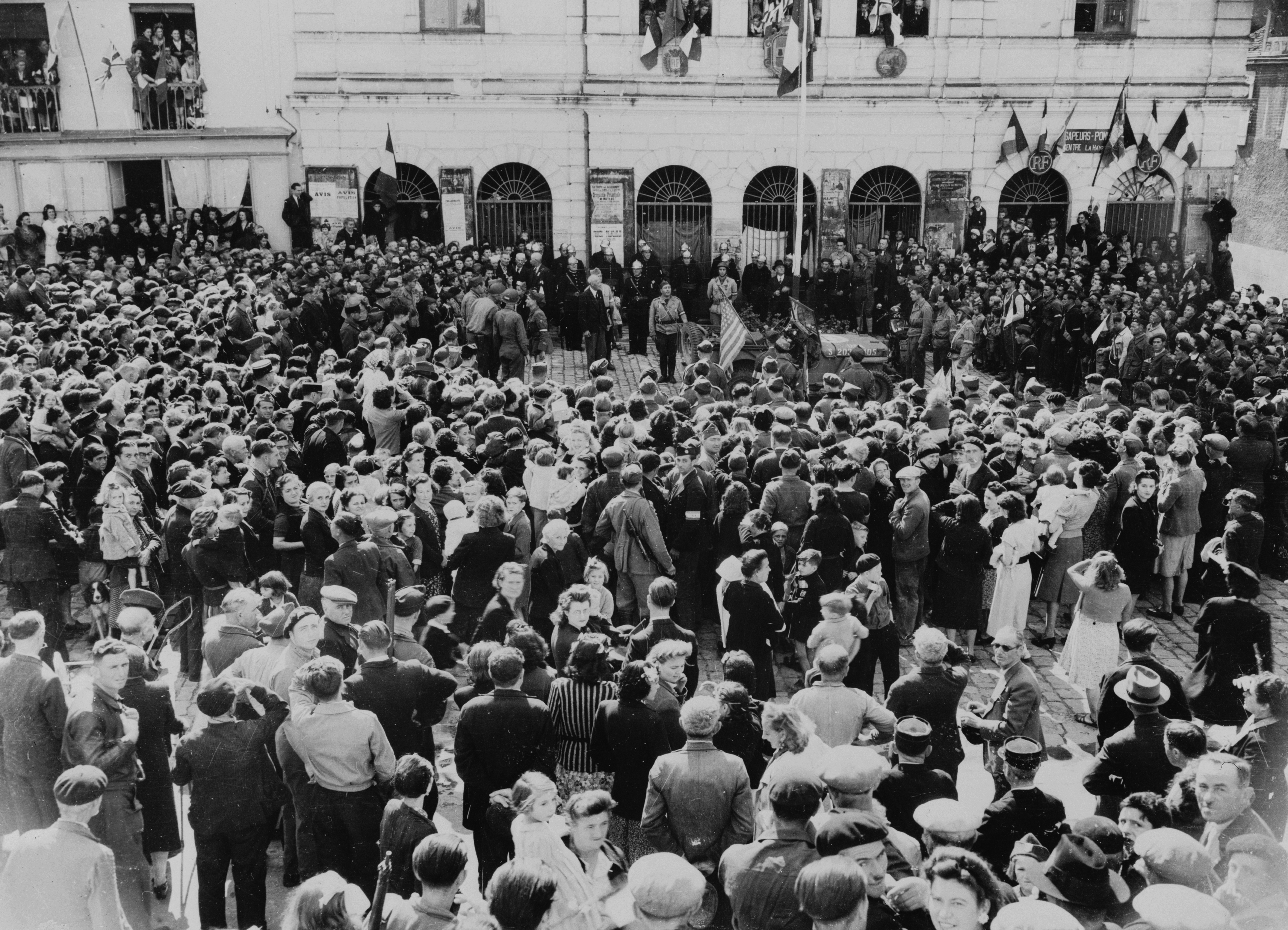
La libération de Descartes en 1944.

Pierre Gandet naît le 19 février 1922 à Culan. Après avoir intégré l'école spéciale militaire de Saint-Cyr où il reste peu de temps en raison d'un accident, il poursuit des études de médecine à Tours.
Réfractaire au service du travail obligatoire en 1943, il vit dans la clandestinité en Touraine, puis en Normandie, avant de s'engager dans la Résistance au côté du maquis Conty-Freslon au printemps 1944  dans la région de Descartes, au sud de l'Indre-et-Loire. Avec la section placée sous son commandement, il défend, fin août et début septembre 1944, le pont sur la Creuse qui sépare Descartes et l'Indre-et-Loire de Buxeuil et la Vienne ; il empêche ainsi, avec d'autres unités du maquis Conty-Freslon, les troupes allemandes de réinvestir la ville alors qu'elles cherchent à regagner l'est de la France. Une stèle hommage au maquis Conty-Freslon est érigée à l'entrée du pont.
Après la Libération de la Touraine en septembre 1944, il rejoint le 32e régiment d'infanterie avec le grade de médecin-lieutenant et participe aux combats dans le pays de Retz. Il est démobilisé le 13 décembre 1945,.

### La médecine et l'action humanitaire
Revenu en Touraine après la guerre, Pierre Gandet s'installe comme médecin généraliste à Luynes puis à Tours. Il exerce également comme médecin du travail auprès du personnel du quotidien La Nouvelle République du Centre-Ouest de 1955 à 1992.
Après avoir pris sa retraite de la vie active, il fonde en 1988 à Tours le « Centre Porte ouverte » (CPO), un centre de médecine gratuite au profit des démunis dans lequel il exerce en compagnie d'autres médecins et de personnels de santé, tous bénévoles, ; en 2017, le CPO fonctionne toujours.
Il meurt à Tours le 22 décembre 2008 à l'âge de 86 ans.

## Publications
Pierre Gandet évoque ses moments passés au maquis dans un court fascicule coécrit avec trois de ses compagnons, plus tard réédité avec d'autres textes dans un ouvrage plus volumineux intitulé La Haye-Descartes de la Résistance à la Libération, et dans un article paru dans la revue Résistances en Touraine et en région Centre publié par l'association pour l'étude de la Résistance en Indre-et-Loire, dont il est vice-président.
Il est également, avec l'un de ses confrères, l'auteur de Docteurs, faites-nous rire, un livre humoristique de souvenirs et d'anecdotes.

## Distinctions et hommages
- Croix de Guerre 1939-1945 avec palme et étoile de bronze (1946)[4] ;
- Médaille de la Résistance française (1946)[4] ;
- Chevalier dans l'ordre national de la Légion d'honneur[4] ;
- Chevalier dans l'ordre national du Mérite[4].

Une allée et une place dans le quartier Monconseil (Tours-Nord) portent son nom.